# 16. pehotna divizija (Avstro-Ogrska)
16. pehotna divizija (izvirno nemško 16. Infanterie-Division oz. nemško 16. Infanterietruppendivision) je bila pehotna divizija avstro-ogrske kopenske vojske, ki je bila aktivna med prvo svetovno vojno.

## Zgodovina
Divizija se je bojevala na soški fronti; ob pričetku osmih soških ofenziv je bila nastanjena na severnemu delu Krasa.

## Organizacija
Maj 1941
- 31. pehotna brigada
- 32. pehotna brigada
- 36. poljskotopniški polk
- 12. poljskohavbični polk
- 12. težkohavbični divizion

## Poveljstvo
Poveljniki (Kommandanten)
- Franz Paukert: avgust - september 1914
- Anton Goldbach: september 1914
- Georg Schariczer von Rény: september 1914 - julij 1915
- Rudolf Krauss: avgust 1915
- Georg Schariczer von Rény: september 1915 - november 1916
- Adalbert von Kaltenborn: december 1916 - maj 1918
- Johann Fernengel: maj - november 1918